# Далштајн
Далштајн (фр. Dalstein) насеље је и општина у североисточној Француској у региону Лорена, у департману Мозел која припада префектури Буле Мозел.
По подацима из 2011. године у општини је живело 337 становника, а густина насељености је износила 84,89 становника/km². Општина се простире на површини од 3,97 km². Налази се на средњој надморској висини од 234 метара (максималној 337 m, а минималној 222 m).

## Демографија
| 1962. | 1968. | 1975. | 1982. | 1990. | 1999. | 2011. |
| ----- | ----- | ----- | ----- | ----- | ----- | ----- |
| 154   | 178   | 175   | 190   | 188   | 223   | 337   |

График промене броја становника у току последњих година